# Bairisch Diatonischer Jodelwahnsinn
Der Bairisch Diatonische Jodelwahnsinn (manchmal mit BDJW abgekürzt) ist seit 1986 eine bayerische Musik- und Kabarettgruppe im Bereich der traditionellen Bayerischen Volksmusik und der Neuen Volksmusik.

## Bandgeschichte

### Entstehung
Die Ursprünge des Bairisch Diatonischen Jodelwahnsinn liegen bereits im Jahr 1986, als der aus München-Giesing stammende Otto Göttler sich mit ein bis vier weiteren Musikanten als Musikband mit skurrilen, aber auch politisch kritischen Texten zusammentat. Sie spielten auf diversen Kleinkunstbühnen, Stadtteilfesten und in Wirtshäusern, aber auch auf politischen Veranstaltungen wie beispielsweise der Anti-WAA-Initiative oder einer Wahlkampftour der SPD.

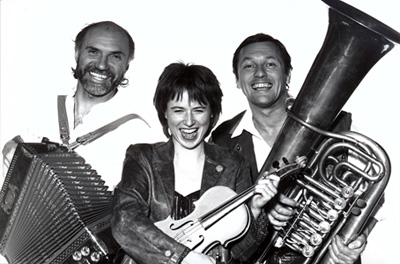
BDJW 1993, Otto Göttler, Monika Drasch, Josef Brustmann

Die Gruppe begann sich 1991 neu zu formieren, als Otto Göttler die Musikstudentin Monika Drasch kennenlernte. 1992 stieß der Musiklehrer Josef Brustmann dazu, der ab 1993 festes Mitglied der Gruppe wurde. In dieser Kombination spielten und sangen die drei zehn Jahre miteinander.

### Erfolge
Größere Kreise wurden zuerst bei einem Tollwood-Festival auf den Bairisch Diatonischen Jodelwahnsinn aufmerksam. Ihr Instrumentarium umfasste neben Geige, Dudelsack, Drehleier, Zither, Gemshorn, Saxophon, singender Säge, Tuba, Tenorhorn, Pauke, Mundharmonika, Konzertina, Okarina,  Ukulele, Gitarre, „Pfanntarre“ (einer leicht modifizierten Bratpfanne), Alphorn, Harfe, Cello, und Bandoneon die Diatonische Ziehharmonika, deren Wichtigkeit für die Musik des Bairisch Diatonischen Jodelwahnsinn auch bereits aus ihrem etwas merkwürdigen Namen hervorgeht. Ebenso vielseitig war die Gruppe in ihrer Musik, die von der bayrischen Gstanzl-Tradition über Zwiefachen auch Elemente von Blues, Rap und Rock oder der klassischen Musik beinhaltete. Mit ihrer künstlerischen Art, entsprechend arrangierte Melodien der traditionellen bayerischen Volksmusik mit oft frech-subversiven, leicht anarchistischen, aber auch schönen poetischen Texten in bis dahin so nicht gehörter Weise zu kombinieren, erzielten sie beim Publikum einen umwerfenden Eindruck und gewannen eine große Fangemeinde unter den Freunden der Neuen Volksmusik und des Musikkabaretts.

### Auflösung und neuer Anfang

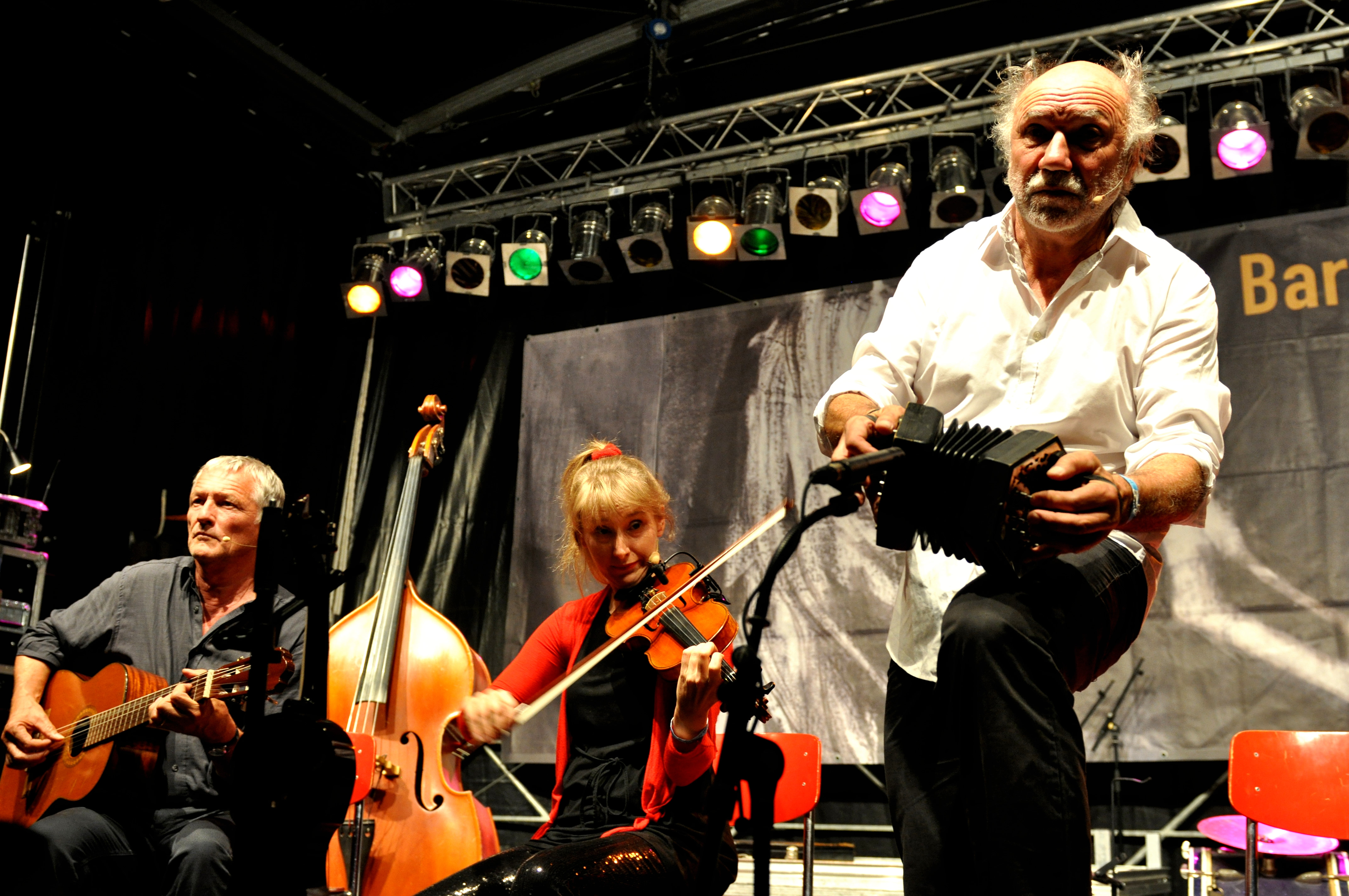
Auftritt 2015 beim Bardentreffen in Nürnberg

2002 löste sich die Gruppe auf und die Mitglieder gingen eigene Wege. 2014–2021 trat die Formation unter der Leitung von Otto Göttler mit neuen Partnern wieder auf.

## Zitate
Über den Bairisch Diatonischen Jodelwahnsinn
Musik und Texte, die einen einfach packen, auch wenn man mit dem Kopf noch ganz woanders ist... Anarcho-Volksmusik stand früher auf dem Stempel der Truppe, und offenbar sah man für den Jodelwahnsinn reloaded wenig Veranlassung, daran etwas zu ändern.
Süddeutsche Zeitung vom 24. April 2015
Serviert wird alles wie süßer Senf auf der Münchner Weißwurst, mit dick bestrichenem Humor der Sonderklasse. Laut, frech, schräg, manchmal derb kommen sie daher, benutzen ihre Instrumente virtuos und hinterlassen ganz viel bayrische Sympathie.
Badische Neueste Nachrichten vom 20. März 2017

## Diskografie

### Alben
- Aus tiefster Brust (1995)
- Ausflug (1996)
- Sägenlieb (1999)
- Da Wahnsinn (2017)

## Programme
- Phönix aus der Asche (1986)
- Bairisch Diatonischer Jodelwahnsinn (1988)
- Aus tiefster Brust (1994)
- Ausflug (1996)
- Sägenlieb (1999)
- Ins Amerika (2001)
- Die Zeit ist reif (2015)
- Der Name ist Programm (2016)
- Da Kema Drei (2018)